# إيمري كونيا
إيمري كونيا هو محامي وسياسي مجري، ولد في 3 مايو 1947 في بودابست في المجر. نشط حزبياً في Hungarian Democratic Forum ‏. وقد انتخب وزير الداخلية ‏ (22 ديسمبر 1993 – 14 يوليو 1994) وانتخب عضو الجمعية الوطنية المجرية ‏ وقد انضم خلال فترته النيابية ‏ (11 مارس 1996 – 17 يونيو 1998) للكتلة البرلمانية Hungarian Democratic People's Party ‏ وانتخب عضو الجمعية الوطنية المجرية ‏ وقد انضم خلال فترته النيابية ‏ (2 مايو 1990 – 10 مارس 1996) للكتلة البرلمانية Hungarian Democratic Forum ‏.